# Koloniale raad (Curaçao)
De Koloniale raad was tussen 1833 en 1938 een advieslichaam van de Kolonie Curaçao en voorloper van de Staten van de Nederlandse Antillen. De Koloniale raad werd ingesteld om de hoogste gezagsdrager in de Kolonie Curaçao bij te staan en zijn leden werden benoemd door de Koning der Nederlanden. Zij was gevestigd op Curaçao.

## Vóór de Koloniale raad (1635-1833)
Na bezitneming van de voormalige koloniën in het Caribisch gebied door de West-Indische Compagnie (WIC) vestigden kolonisten zich daar permanent. Zij verwierven bezittingen of beheerden bezittingen namens derden. Voor hen en hun afstammelingen was de kolonie hun vaderland en hadden zij belang in de toekomst voor hun kinderen en kleinkinderen. Vanaf 1682 was de bevolking van de kolonie Curaçao reeds van een dergelijk omvang dat er een uit ingezetenen gekozen politieke raad bestond, die hun belangen betreffende wetgeving, bestuur en rechtspraak bij de WIC-directeur, later de gouverneur, behartigde. Johannes van Walbeeck was de eerste directeur die deze raad voorzat.

## Koloniale raad (1833-1938)
Nadat de eilanden in 1815, na een periode van Engelse overheersing, weer in Nederlandse handen kwamen, werd er in 1833 in de plaats van de politieke raad een nieuw vertegenwoordigend advieslichaam ingericht, de Koloniale raad. Tot de grondwetswijziging van 1848 was het bestuur van de kolonie uitsluitend in handen van de Koning.De raad bestond uit negen leden, hiervan waren zes ingezetenen en drie ambtenaren. Leden-ingezetenen waren de notabelen afkomstig uit de kring van kolonisten en hun afstammelingen. Hun benoeming vond plaats door de gouverneur op voordracht van het Hof. Het ambtelijke lidmaatschap was voorbehouden aan de functies van gouverneur, procureur-generaal en administrateur van financiën. De bevoegdheden van de raad beperkten zich tot het geven van advies. 

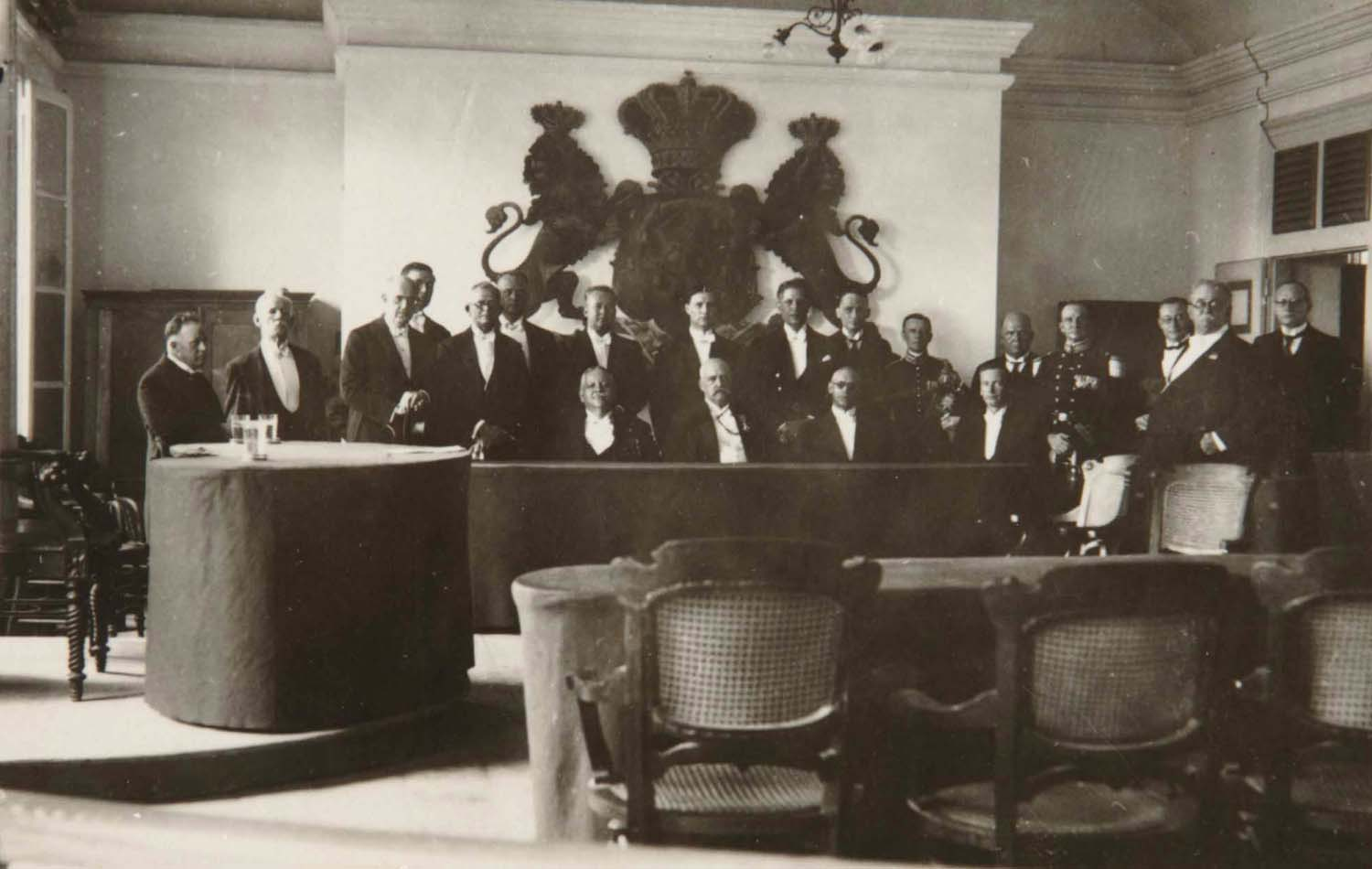
Leden van de Koloniale raad in de raadszaal (tussen 1920 en 1940)

 De raad vergaderde in de raadszaal van het gouvernementshuis binnen het Fort Amsterdam, waar ook zittingen voor belanghebbenden werden gehouden om hun bezwaren aan te horen. Taken werden onder de leden verdeeld middels commissies, die naar namen luisterden zoals “weeskamer, schoolcommissie, maatschappij van weldadigheid, en collegie der wees-onbeheerde en desolate boedelkamer”.
Op 15 juni 1848 werd een nieuw regeringsreglement op het beleid in de kolonie ingevoerd. De gouverneur, bijgestaan door de Koloniale raad, vormde het bestuur. De raad werd voortaan samengesteld uit 6 leden, te weten 2 ambtenaren en 4 ambteloze leden. De leden werden door de Koning benoemd op voordracht van de raad. De gouverneur bepaalde over welke onderwerpen en verordeningen hij de raad wilde horen. Bij weigering door de gouverneur om agendapunten op te nemen konden de leden van de raad dit voorleggen aan het departement van Koloniën.

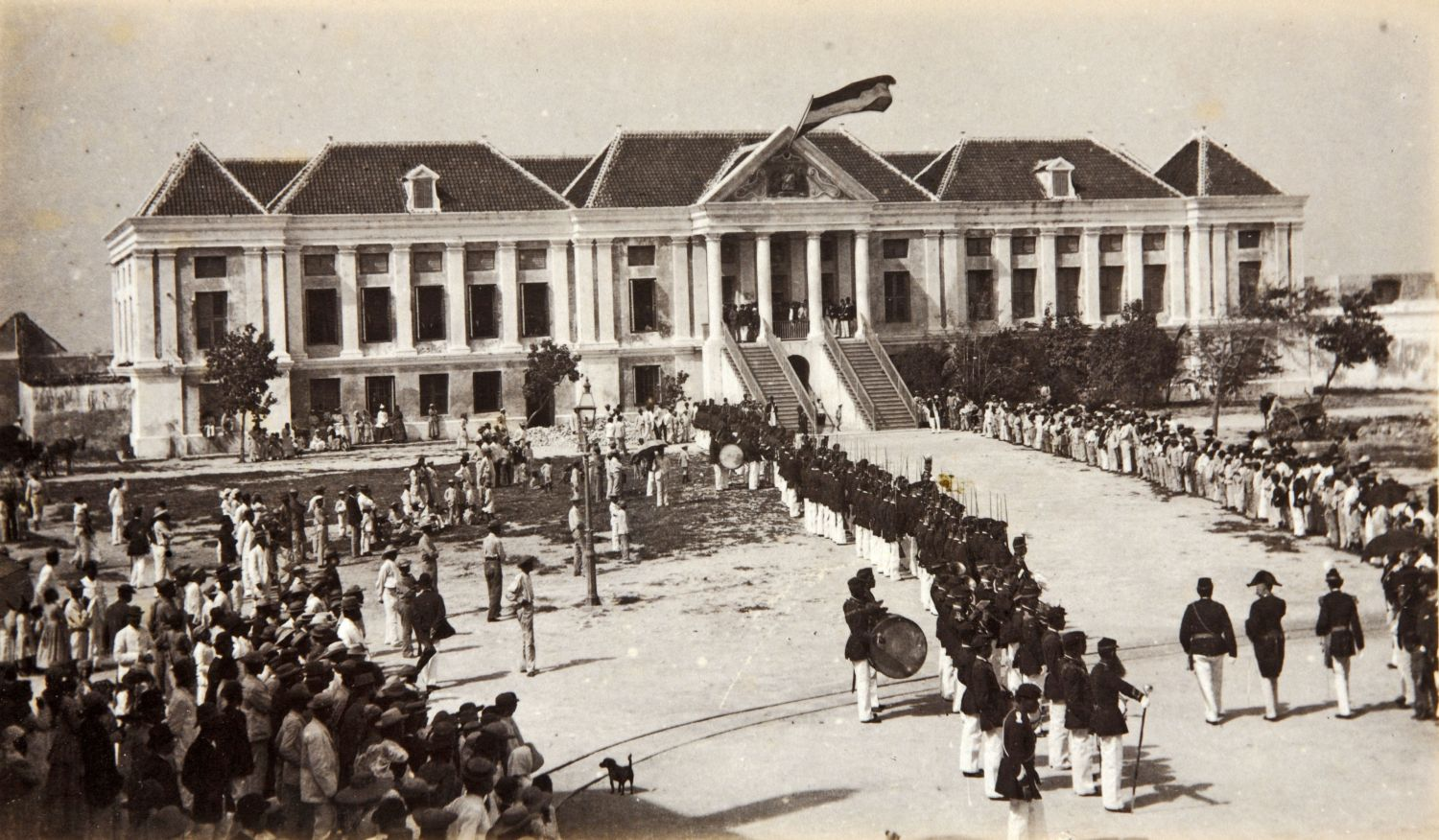
Gouverneur N. van den Brandhof (1882-1890) op weg naar het stadhuis voor de opening van de zitting van de Koloniale raad

Op grond van het regeringsreglement van 31 mei 1865 werd de Koloniale raad nogmaals aangepast en vernieuwd. Dit reglement beoogde enerzijds de raad gedeeltelijke autonomie toe te kennen terwijl de betrokkenheid en de medezeggenschap van de Staten-Generaal van het Koninkrijk der Nederlanden met betrekking tot het koloniale beleid in stand werd gehouden. Dit resulteerde in een uitbreiding van de raad tot 15 benoemde leden. Leden waren uitsluitend ingezetenen, terwijl de geziene burgerij ook in aanmerking kwam voor het lidmaatschap. De benoeming tot raadslid, dan wel de aanwijzing van de voorzitter en ondervoorzitter van de raad, vond plaats bij koninklijk besluit op voordracht van de Minister van Koloniën. Ook verwierf de raad parlementaire bevoegdheden. Naast het recht over landsverordeningen, aangeboden door de gouverneur, te beraadslagen en daarin wijzigingen aan te brengen, beschikten de raadsleden nu ook over het recht van initiatief, het recht van petitie, het recht van amendement en een beperkt interpellatierecht.

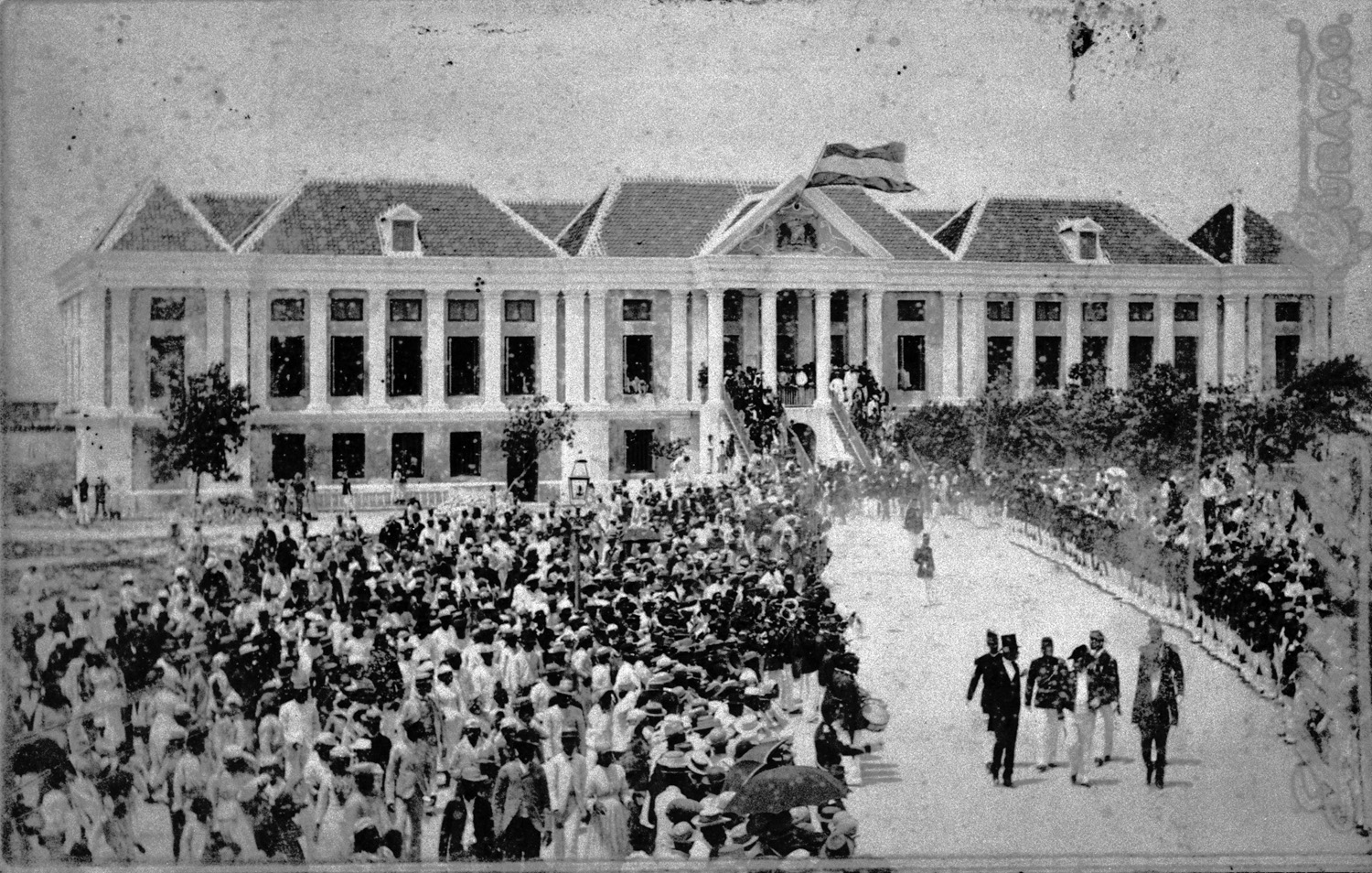
Menigte bij stadhuis na bestuursoverdracht aan Gouverneur Barge (1890-1901)

Met de invoering van het regeringsreglement van 1865 kwam er ook een nieuwe structuur voor de staatsinstellingen. De Koloniale raad fungeerde voor de hele kolonie bestaande uit Curaçao en Onderhorigheden, alhoewel vertegenwoordigers uit de onderhorige eilanden in dit orgaan ontbraken. Sporadisch werden op Curaçao woonachtige Arubanen in de raad benoemd. Bij regeringsreglement van 1 januari 1886 was de raad niet louter adviserend doch ook wetgevend lichaam en ging voortaan in het openbaar vergaderen. De gouverneur werd ook bijgestaan door een vijfkoppige Raad van bestuur bestaande uit de gouverneur en de procureur-generaal en 3 leden benoemd door de Koning. Hiernaast kregen de overige vijf eilanden een advies/inspraakorgaan op lokaal niveau: de raad van politie, die de gezaghebber terzijde stond. Elk eilandelijke raad bestond deels uit door de bevolking gekozen leden.
De Curaçaose staatsregeling van 1936, getiteld "Wet op de staatsinrichting van Curaçao", trad op 1 april 1937 in werking. Ingevolge de overgangsbepaling van de staatsregeling mochten de leden van de Koloniale raad nog een jaar na haar inwerkingtreding aanblijven. De laatste vergadering van de Koloniale raad was op 31 maart 1938. Als opvolger van de Koloniale raad, kreeg Curaçao en onderhorigen een nieuwe volksvertegenwoordiging, genaamd de Staten van het gebiedsdeel Curaçao. 